# Le Défenseur
Le Défenseur è un film del 1930 diretto da Alexandre Ryder.

## Trama
Un ricco finanziere viene ferito a morte, ma prima di morire lascia scritto che è stata sua moglie. Questo documento manoscritto è in possesso dell'avvocato del finanziere, che non sa se usarlo perché il figlio del finanziere viene accusato dell'omicidio, ma l'avvocato è innamorato di sua madre.